# 镰萼喉毛花
镰萼喉毛花（学名：Comastoma falcatum）为龙胆科喉毛花属下的一个种。

## 扩展阅读
- 維基物種上的相關：镰萼喉毛花